# Animali estinti dell'Africa
Di seguito è riportato un elenco incompleto di animali estintisi nel continente africano a partire dal Pleistocene.

Nella lista sono elencati anche animali estinti vissuti su isole od enclave appartenenti politicamente ad altri Paesi (ad es. Sant'Elena, La Réunion, Canarie, Madera).

## Estinzioni pleistoceniche

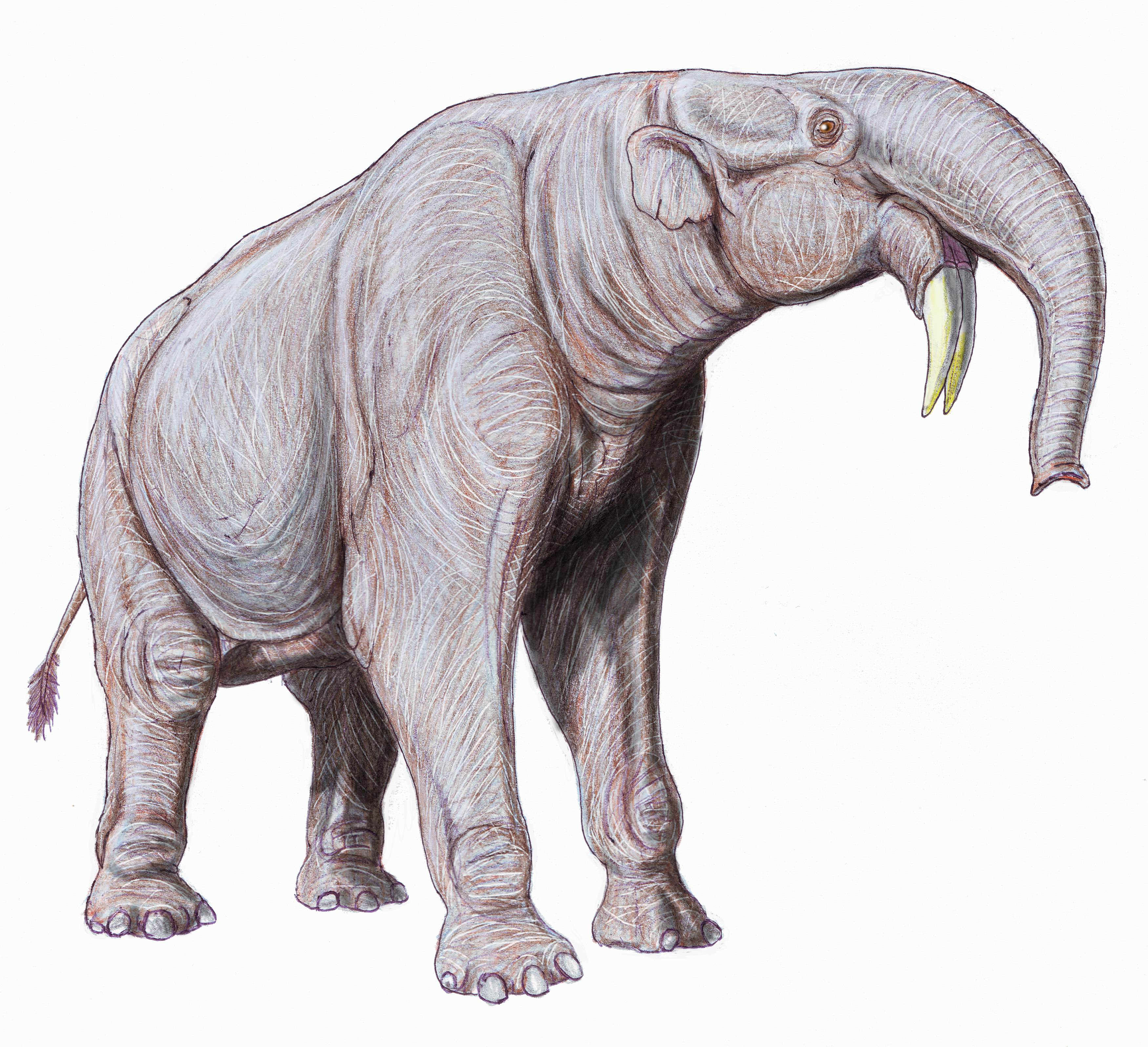
Deinotherium

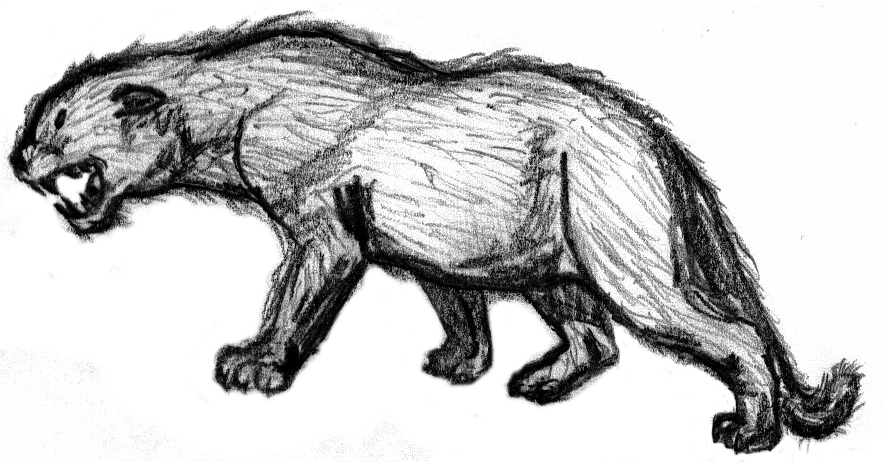
Dinofelis

- Deinotherium bozasi

- Homo erectus
- Homo habilis
- Paranthropus boisei
- Dinofelis

## Estinzioni globali oloceniche
Di seguito sono riportate le estinzioni nell'Olocene divisa per classi.

### Mammiferi

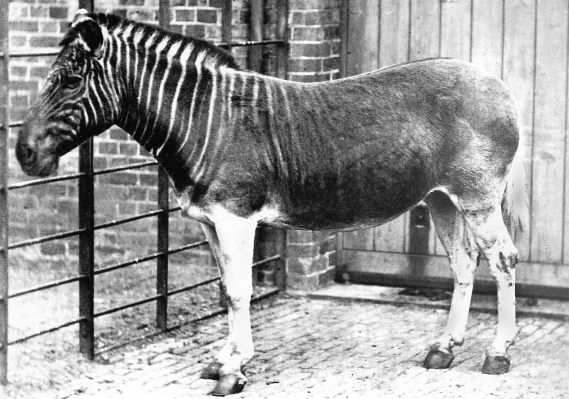
Quagga nel Giardino Zoologico di Regent, a Londra (Regno Unito), 1870

- Alcelaphus buselaphus buselaphus - alcelafo bubalo (Nordafrica)
- Bos primigenius mauretanicus – uro nordafricano
- Canariomys tamarani - ratto gigante delle Canarie
- Equus africanus atlanticus - asino selvatico algerino (300)
- Equus quagga quagga – quagga (1883)
- Gazella rufina - gazzella rossa
- Hippopotamus lemerlei  - ippopotamo nano del Madagascar
- Hippopotamus madagascariensis- ippopotamo pigmeo del Madagascar
- Hippotragus leucophaeus - antilope azzurra o bluebuck (1799)
- Kobus leche robertsi - lichi di Robert,
- Loxodonta africana pharaoensis - elefante nordafricano, (300)
- Malpaisomys insularis – topo della lava
- Phacochoerus aethiopicus aethiopicus - facocero del Capo, (1900)
- Pteropus subniger - volpe volante delle Mascarene minore (1862)
- Ursus arctos crowtheri – orso dell'Atlante (1844)

### Uccelli
- Aepyornis – uccelli elefante

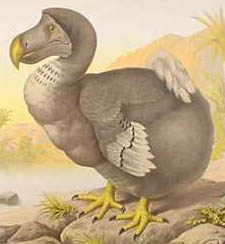
Dodo (Jan Savery, 1651)

- Alectroenas nitidissima- piccione azzurro di Mauritius
- Alectroenas rodericana - piccione di Rodrigues
- Alopochen mauritiana - casarca di Mauritius
- Anas theodori - anatra di Mauritius
- Aphanapteryx bonasia - rallo rosso
- Aphanapteryx leguati - rallo di Rodrigues
- Atlantisia elpenor - voltolino attero di Ascension
- Atlantisia podarces - voltolino di Sant'Elena
- Bulweria bifax -  petrello di Sant'Elena minore
- Columba duboisi - piccione della Réunion
- Coturnix gomerae - quaglia delle Canarie
- Columba palumbus maderensis - colombaccio di Madeira (1924)
- Coua delalandei - coua di Delalande
- Dysmoropelia dekarchiskos - colomba di Sant'Elena
- Falco duboisi - gheppio della Réunion
- Fregilupus varius - storno della Réunion
- Fulica newtoni - folaga delle Mascarene
- Gallinula nesiotis - gallinella di Tristan da Cunha
- Haematopus meadewaldoi - ostrichiere nero delle Canarie (1981)
- Lophopsittacus bensoni - pappagallo grigio di Mauritius
- Lophopsittacus mauritianus - pappagallo dal becco largo (Mauritius)
- Mascarenachen kervazoi - volpoca della Réunion
- Mascarenotus grucheti - gufo della Réunion
- Mascarenotus sauzieri - gufo di Mauritius
- Mascarenotus murivorus - gufo di Rodrigues
- Mascarinus mascarinus - pappagallo delle Mascarene
- Nannococcyx psix - cuculo di Sant'Elena
- Necropsar rodericanus - storno di Rodrigues
- Necropsittacus rodericanus - pappagallo di Rodrigues
- Nesillas aldabrana - silvia di boscaglia di Aldabra
- Nycticorax duboisi - nitticora della Réunion
- Nycticorax mauritianus - nitticora di Mauritius
- Nycticorax megacephalus - nitticora di Rodrigues
- Pezophaps solitaria - solitario di Rodrigues
- Phylloscopus canariensis exsul - luì delle Canarie orientali (1986)
- Porphyrio coerulescens - gallinella della Réunion
- Porzana astrictocarpus - rallo di Sant'Elena
- Psittacula exsul - parrocchetto di Newton
- Psittacula wardi - parrocchetto delle Seychelles
- Pterodroma rupinarum - petrello di Sant'Elena maggiore
- Raphus cucullatus - dodo
- Threskiornis solitarius - ibis sacro della Réunion
- Upupa antaois - upupa di Sant'Elena

### Rettili
- Bolyeria multocarinata - boa fossorio di Round
- Cylindraspis indica - tartaruga gigante della Réunion
- Cylindraspis inepta - tartaruga gigante di Mauritius dal dorso a sella
- Cylindraspis peltastes - tartaruga gigante di Rodrigues a cupola
- Cylindraspis triserrata - tartaruga gigante di Mauritius a cupola
- Cylindraspis vosmaeri - tartaruga gigante di Rodriguez dal dorso a sella (1795)
- Phelsuma edwardnewtoni - geco diurno di Rodrigues (1917)
- Phelsuma gigas - geco diurno gigante di Rodrigues
- Leiolopisma mauritiana – scinco gigante di Mauritius
- Gallotia simonyi simonyi - lucertola gigante di Roque Chico de Salmor (1935)
- Macroscincus coctei - scinco gigante di Capo Verde
- Pelusios seychellensis - terrapin nero delle Seychelles
- Tetradactylus eastwoodae - calcide dalla coda lunga di Eastwood
- Typhlops cariei – tiflope di Mauritius

### Pesci
- Pantanodon madagascariensis
- Ptychochromoides itasy
- Ptychochromoides onilahy

### Insetti
- Labidura herculeana - forbicina di Sant'Elena (1967)

### Molluschi
- Caldwellia philyrina
- Chilonopsis blofeldi
- Chilonopsis exulatus
- Chilonopsis helena
- Chilonopsis melanoides
- Chilonopsis nonpareil
- Chilonopsis subplicatus
- Chilonopsis subtruncatus
- Chilonopsis turtoni
- Colparion madgei
- Ctenoglypta newtoni
- Cyclophorus horridulum
- Cyclosurus mariei
- Dupontia proletaria
- Erepta nevilli
- Gibbus lyonetianus
- Gonidomus newtoni
- Gonospira nevilli
- Gulella mayottensis
- Harmogenanina linophora
- Harmogenanina subdetecta
- Helenoconcha leptalea
- Helenoconcha minutissima
- Helenoconcha polyodon
- Helenoconcha pseustes
- Helenoconcha sexdentata
- Helenodiscus bilamellata
- Helenodiscus vernoni
- Leiostyla lamellosa
- Nesopupa turtoni
- Omphalotropis plicosa
- Pachnodus velutinus
- Pachystyla rufozonata
- Pseudocampylaea loweii
- Pseudohelenoconcha spurca
- Pupilla obliquicosta
- Rhachis comorensis
- Rhachis sanguineus
- Tropidophora desmazuresi
- Tropidophora semilineata
- Unio cariei

## Riscoperti
- Latimeria chalumnae - celacanto
- Aythya innotata - moriglione del Madagascar
- Equus quagga burchellii - zebra di Burchell

## Estinzioni in natura

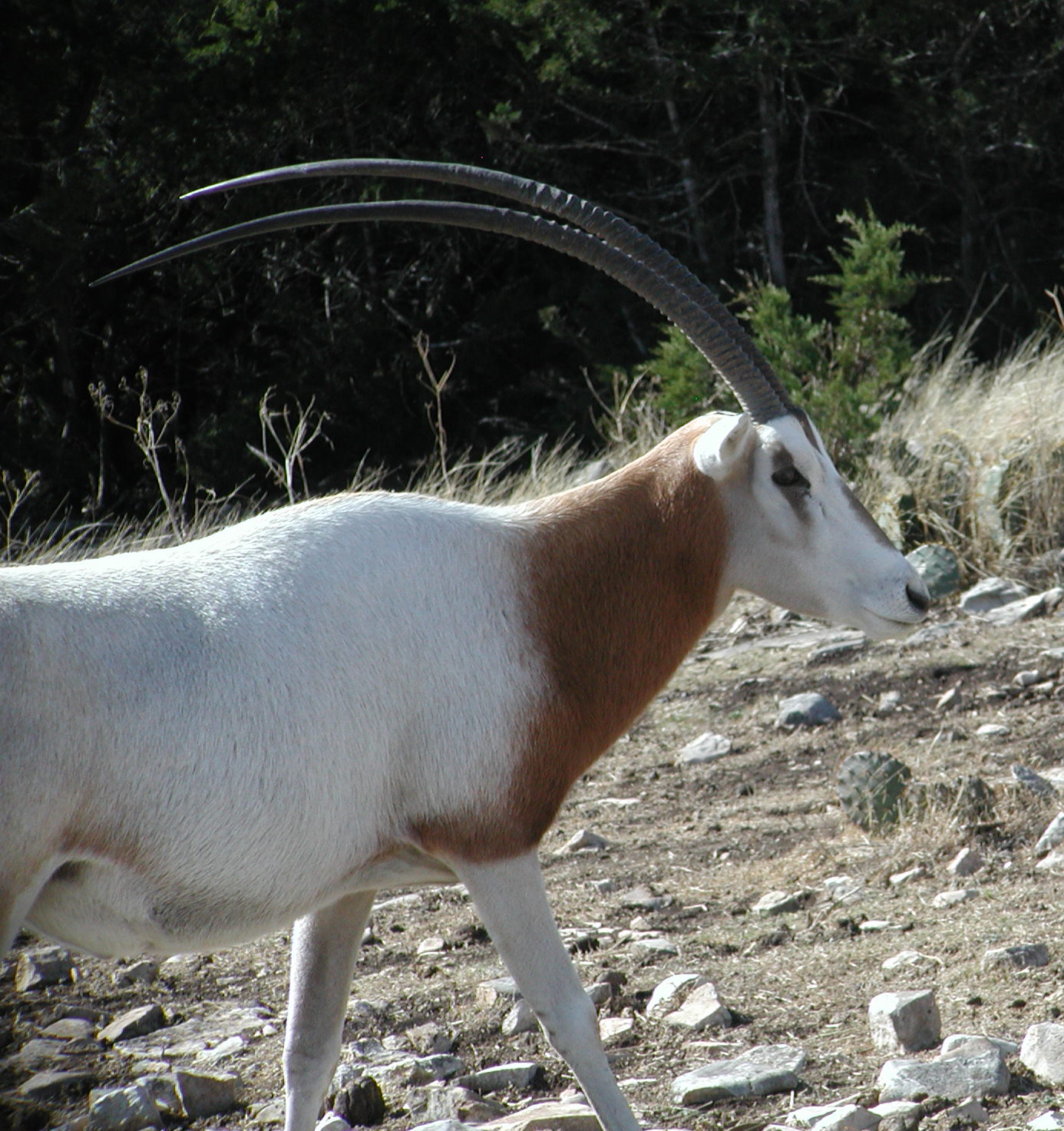
Orice dalle corna a scimitarra al Wildlife Ranch di San Antonio, Texas, Stati Uniti.

- Ammotragus lervia ornata - pecora berbera egiziana
- Haplochromis lividus (pesce d'acqua dolce del lago Vittoria; Kenya, Tanzania, Uganda)
- Labrochromis ishmaeli (pesce d'acqua dolce del lago Vittoria; Kenya, Tanzania, Uganda)
- Oryx dammah - orice scimitarra
- Panthera leo leo - leone berbero
- Paretroplus menarambo (pesce d'acqua dolce del Madagascar)
- Platytaeniodus degeni (pesce d'acqua dolce del lago Vittoria; Kenya, Tanzania, Uganda)
- Prognathochromis perrieri (pesce d'acqua dolce del lago Vittoria; Kenya, Tanzania, Uganda)
- Yssichromis argens (pesce d'acqua dolce del lago Vittoria; Tanzania)